# Східна Уусімаа
Східна Уусімаа (фін. Itä-Uusimaa) — колишня провінція на півдні Фінляндії, входила до складу губернії (ляні) Південна Фінляндія. 01 Січня 2011 рішенням уряду Фінляндії провінцію було інтегровано до складу провінції Уусімаа. Населення — 94 353 осіб (оц.31.10.2010), площа — 2 762.84 км², була однією з найменших (17-е місце з-поміж 20 провінцій та автономії). Адміністративним центром був муніципалітет Порвоо. Шведська назва Östra Nyland.